# Vespasiano Trigona
Vespasiano Trigona Li Destri, duca di Misterbianco (Catania, 17 marzo 1898 – Catania, 14 ottobre 1973), è stato un nobile e dirigente sportivo italiano.

## Biografia
Di antica ed illustre famiglia aristocratica siciliana, nacque a Catania il 17 marzo 1898 da Alberto, VIII duca di Misterbianco, e dalla nobildonna Maria Li Destri Zuccaro dei baroni di Rainò, con i nomi anagrafici Vespasiano Vincenzo Giovanni Salvatore. Primogenito di due figli, ereditò il titolo ducale, e sposato dal 1923 con la nobildonna Carmela Spitaleri Cantarella, figlia di Felice, barone di Muglia, dall'unione ebbe un solo figlio, Alberto, nato nel 1928.
Latifondista diplomato in ragioneria ed esponente di rilievo della nobiltà catanese del primo Novecento, il suo approdo nel mondo del calcio avvenne nel 1932, dapprima come presidente del comitato ULIC di Catania, e successivamente, sollecitato dalle locali autorità fasciste, come commissario straordinario della Società Sportiva Catania.
Da massimo dirigente del club etneo, nell'estate 1933 scelse personalmente come allenatore l'ungherese Géza Kertész, col quale il Catania vinse il campionato di Prima Divisione 1933-34 e conquistò la sua prima promozione in Serie B; impiegò notevoli risorse finanziarie, tanto da essere stato costretto a vendere un feudo di famiglia, e vedendo così ridotte le proprie disponibilità economiche, abbandonò la guida del club nel 1936. Da allora il Duca Trigona tornò ad occuparsi dei suoi possedimenti agricoli, ma nel 1946, quando venne rifondata la società sotto la denominazione Calcio Club Catania, ne divenne presidente onorario avendo fatto una donazione di 100.000 lire.
Ricoprì incarichi dirigenziali in enti o associazioni, come quelli di presidente dell'Associazione provinciale agricoltori, presidente della Congregazione di carità di Catania, presidente del Consorzio di Bonifica della Piana di Catania. Al termine della seconda guerra mondiale, il Duca di Misterbianco fu uno degli 81 membri facenti parte del Comitato di Ricostruzione Catanese.
Negli anni sessanta donò alla parrocchia della Chiesa Madre di Misterbianco un vasto querceto di 8 000 m² di sua proprietà in località Campanarazzu, nel territorio del comune etneo già feudo di famiglia.
Morì a Catania il 14 ottobre 1973.